# Mildrelis Rodríguez
Mildrelis Rodríguez Cintrón (1º aprile 1997) è una pallavolista portoricana, schiacciatrice delle Atenienses de Manatí.

## Carriera

### Club
Muove i primi passi nella formazione scolastica del Nuestra Señora de Valvanera, prima di riceve una borsa di studio negli Stati Uniti d'America, dove partecipa alla lega universitaria NCAA Division I dal 2015 al 2019 con la Evansville.
Rientra poi in patria per intraprendere la carriera da professionista nella Liga de Voleibol Superior Femenino 2020, indossando la casacca delle Indias de Mayagüez. Nell'edizione seguente del torneo difende i colori delle Leonas de Ponce, mentre nell'annata 2022 viene ingaggiata dalle Atenienses de Manatí, senza però finire il torneo. Dopo una stagione di inattività, torna in campo nella Liga de Voleibol Superior Femenino 2024 con le Cangrejeras de Santurce, aggiudicandosi lo scudetto, mentre nel campionato seguente è nuovamente in forza alle Atenienses de Manatí.

## Palmarès

### Club
- Campionato portoricano: 1

2024